# 極端氦星
極端氦星 （extreme helium star，縮寫為EHe），也稱為望遠鏡座PV變星 ，是一種幾乎沒有氫元素的低質量超巨星。氫是宇宙中最普遍的元素，由於沒有已知的任何條件可以讓在分子雲中形成的恆星缺乏氫，因此理論上認為它們是由氦核和碳氧核的白矮星合併而成的產物。

## 性質
極端氦星是更廣泛的缺氫恆星支中的一個子群。後者包括低溫的碳星，例如北冕座R；光譜富含氦的O或B型恆星，第一星族的沃夫–瑞葉星、獵犬座AM；光譜類型為WC的白矮星，和像介於行星狀星雲和白矮星之間的過渡恆星PG 1159。
已知的第一顆極端氦星，HD 124448，是美國奧斯丁麥克唐納天文台的丹尼爾·M·波珀在1942年發現的。這顆恆星的光譜中沒有出現氫的譜線，而只表現出強大的氦譜線和碳和氧的存在。在1952年，發現第二顆：望遠鏡座PV，迄1996年總共發現25顆候選者（在2006年，這份名單已減少為21顆）。這些恆星的一項共同特徵是儘管其它的豐度在比率上有很大的差異，但碳與氦的豐度比率總是在0.3%至1%之間。
已知的極端氦星都是超巨星，而氫豐度的數量低於萬分之一或更低。這類恆星的表面溫度範圍從9,000至35,000K。它們的主要元素成分是氦，其次是碳，大約是每一百個原子有一個碳原子。這些恆星的化學組成暗示它們在演化上已經歷了氫和氦燃燒的階段。

## 理論模型
對極端氦星的組成，有兩種可能的模型在解釋：
1. 雙簡併模型（The double-degenerate model，DD）：以聯星系統的一顆質量較小的氦白矮星和一顆質量較大的碳白矮星合併來解釋。這兩顆恆星都是已經不再經由核融合產生能量的緻密天體，它們輻射出引力輻射造成軌道衰變，最終導致兩顆星的合併。如果合併後的質量沒有超過錢德拉塞卡極限，氦會附著在碳-氧矮星上，並且被點燃而成為一顆超巨星。而在冷卻成為一顆白矮星之前，就是一顆極端氦星[3]。
2. 終極閃光模型（The final-flash model，FF）：認為超級氦星是在離開漸近巨星支之後的演化後期形成。當恆星冷卻形成白矮星時，在核心周圍殼層中的氦會被點燃，導致外層迅速膨脹。如果這顆恆星包絡中的氫被消耗掉，恆星就會缺乏氫，收縮後就形成一顆極端氦星[3]。

對七顆極端氦星周圍元素豐度的研究，與雙簡併模型的預測一致。

## 外部連結
- faulkes-telescope.com: "Extreme helium stars" （页面存档备份，存于）
- "Astronomers Find Origin Of Extreme-Helium Stars" （页面存档备份，存于）
- C. Simon Jeffery: "Extreme Helium Stars: Pulsation and Evolution" （页面存档备份，存于） suspected primary source to use.